# Arroio do Salso
O Arroio do Salso é um arroio da cidade de Porto Alegre, capital do estado brasileiro do Rio Grande do Sul. Compõe uma das vinte e sete sub-bacias hidrográficas do território do município, as quais servem à Bacia do Lago Guaíba. Com dezenas de pequenos afluentes, a sub-bacia do Salso é a maior em extensão de todas na cidade (92,94km²), representando cerca de 20% de sua área total (496km²).

## Parque Natural do Salso
A cobertura vegetal nativa do Arroio do Salso é reconhecida como Parque Natural do Salso, estando demarcada como tal no Plano Diretor (PDDUA) da cidade. Esta área tem importância ecológica por estar vinculada com a Reserva da Biosfera da Mata Atlântica (RBMA) no Rio Grande do Sul, definida pelo Ministério do Meio Ambiente, sendo prioritária para conservação de sua biodiversidade.
Em termos de planejamento urbano, o Parque Natural do Arroio do Salso representa a transição entre as Áreas de Ocupação Intensiva (AOI) e Áreas de Ocupação Rarefeita (AOR) em Porto Alegre, isto é, as zonas de urbanização e baixa densificação respectivamente. A prefeitura tem trabalhado para garantir a demarcação física do parque natural através de diretrizes viárias à medida em que novos empreendimentos e loteamentos surgem nas proximidades do parque natural. Algumas dessas vias são as Ruas Alcebíades Martins da Rocha, no bairro Hípica, e Rua Evaldo Queirós de Figueiredo, no bairro Ponta Grossa - ambas com trechos ainda descontínuos.

### Projeto de Parque Linear
No início da década de 2000, houve um projeto da extinta Secretaria do Planejamento Municipal (SPM) para implantar um Parque Linear para o Arroio do Salso, prevendo equipamentos esportivos e de lazer e estacionamentos para o público visitante. O financiamento do projeto viria como forma de contrapartida ambiental do Projeto Integrado Socioambiental (Pisa), cuja principal obra foi a Estação de Tratamento de Esgoto (ETE) Serraria (próxima da foz do Arroio), inaugurada em abril de 2014. No entanto, por critérios técnicos a forma de tratamento dos efluentes prevista pelo Pisa passou de secundário para terciário, diminuindo a necessidade de compensar o impacto ambiental que seria causado pelas lagoas de estabilização e fazendo com que o parque linear jamais saísse do papel.

## Geografia

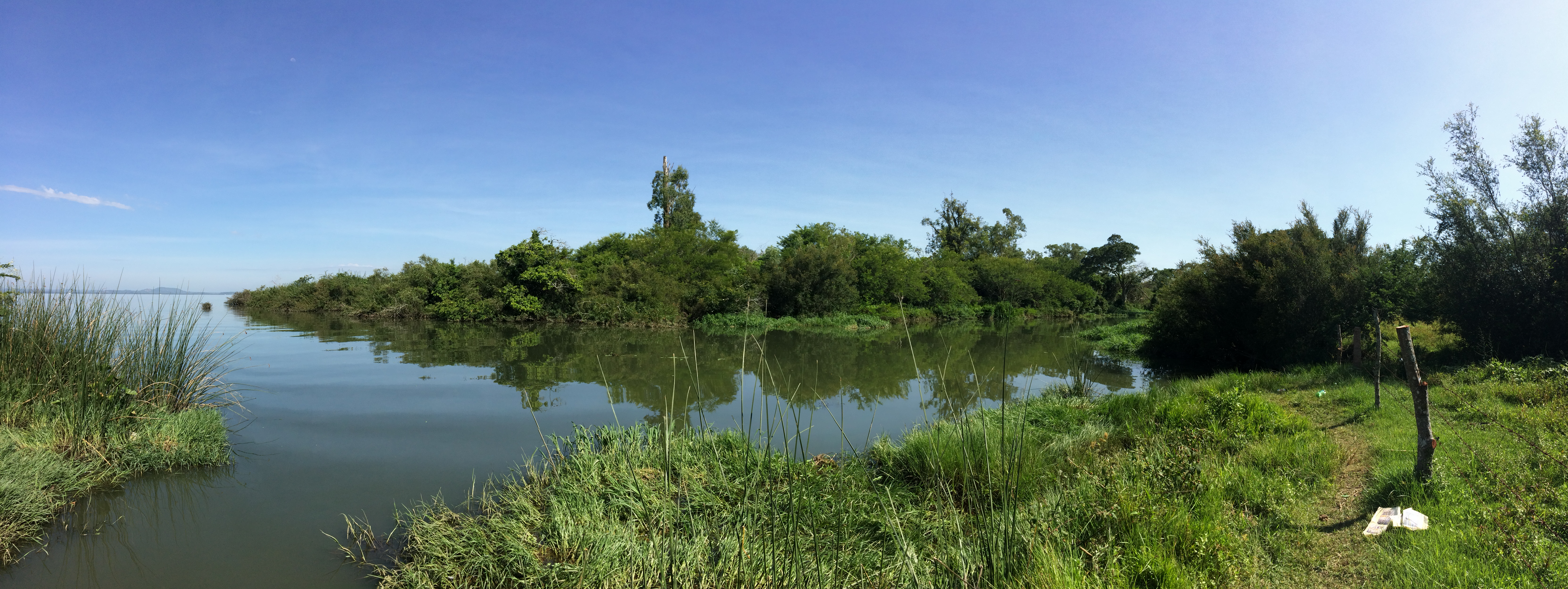
Foz do Arroio do Salso.

Situado na Região do Extremo-Sul da cidade, o arroio possui um talvegue de cerca de 20km e tem suas nascentes em terras altas no chamado "Anel das Nascentes" (na Lomba do Pinheiro), com seu fluxo correndo de nordeste a sudoeste entre áreas de planícies e morros isolados e coxilhas até chegar à sua foz no Guaíba. Em seu percurso, o curso principal do arroio atravessa bairros como Restinga, Hípica, Chapéu do Sol, Aberta dos Morros e Serraria e Ponta Grossa. 
Um dos vários afluentes do Salso é o chamado Arroio Rincão, situado no Bairro Belém Velho. Outro arroios que alimentam o Salso é o Granja Regina.

## Poluição

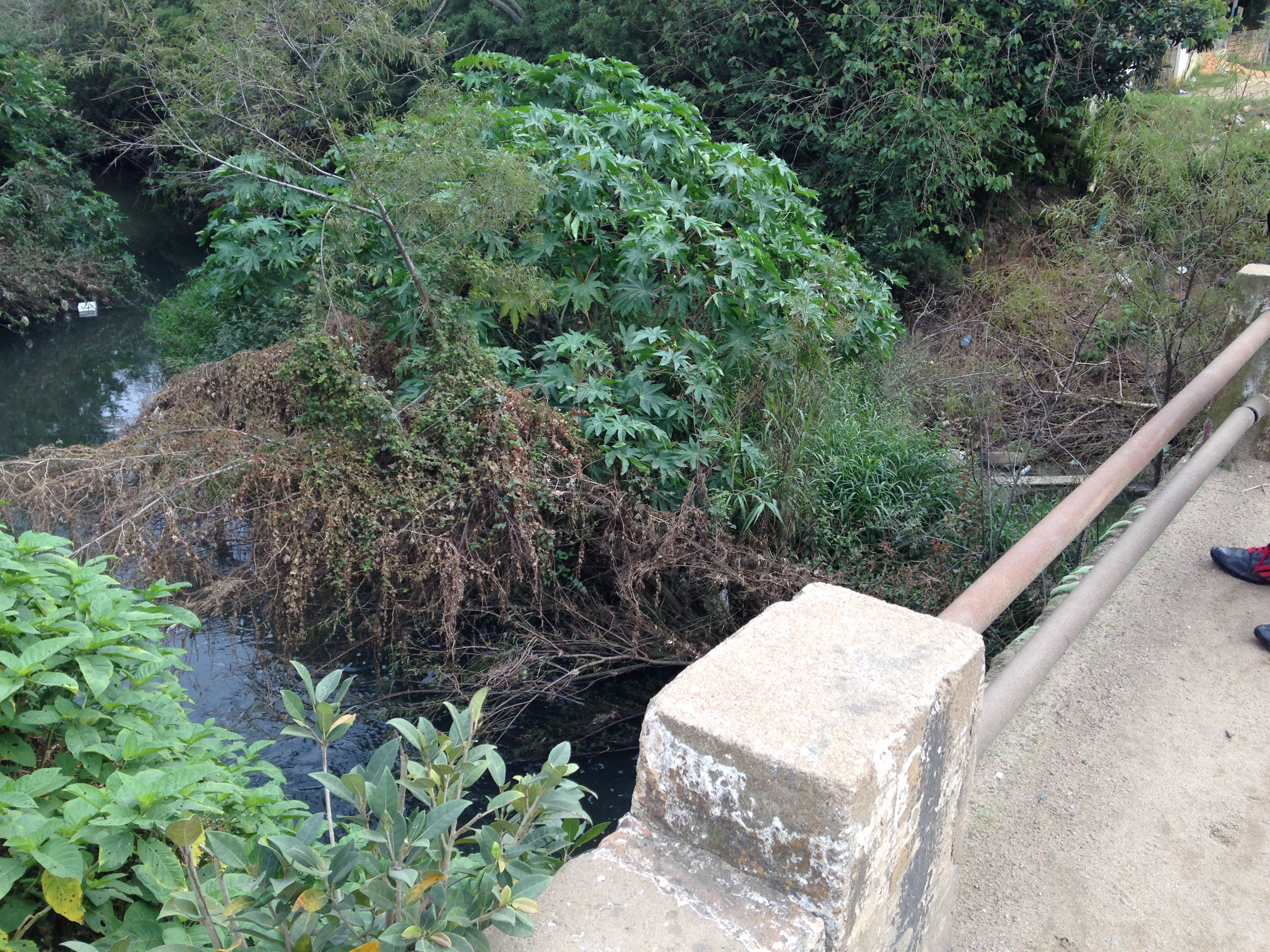
Vista do Salso a partir da ponte da Avenida Juca Batista.

A poluição das águas do Salso está associada à urbanização crescente, desenfreada e irregular em sua bacia. Em virtude de não ser tratado, o esgoto doméstico das populações é despejado in natura no arroio ao longo de todo o seu percurso. 
Além do esgoto, outro problema é o assoreamento decorrente da erosão causada pelas mudanças no uso do solo. Em maio de 2009, o Departamento de Esgotos Pluviais (DEP) retirou 15 mil toneladas de material do leito do arroio.
Segundo um trabalho acadêmico da UFRGS, as concentrações de poluentes são sempre maiores perto da foz do arroio, em comparação a suas nascentes, sendo que em trechos onde predomina a ocupação urbana frente à área de mata, tais concentrações atingem o nível de esgoto bruto. 
Outro trabalho da mesma instituição de ensino constatou que a presença do esgoto a céu aberto e a precariedade de instalações sanitárias nas moradias são a causa do aumento de duas doenças de transmissão hídrica na região do arroio: a Hepatite A e a Leptospirose. Ambas as doenças acometem, sobretudo, as populações pobres dos bairros Restinga e Lomba do Pinheiro, de modo que o contágio é facilitado quando ocorrem as inundações periódicas do Salso devido às chuvas intensas. 
A respeito da análise geoquímica do material sedimentado no fundo do arroio, uma pesquisa do Instituto de Geociências da UFRGS, realizada em 2004, atestou a existência de alta quantidade de metais como cobre, níquel e zinco em sua composição química, sobretudo na área central da Bacia.

## Pesca
A pesca é uma atividade comum sobre as pontes do arroio do Salso.

## Inundações e áreas de risco

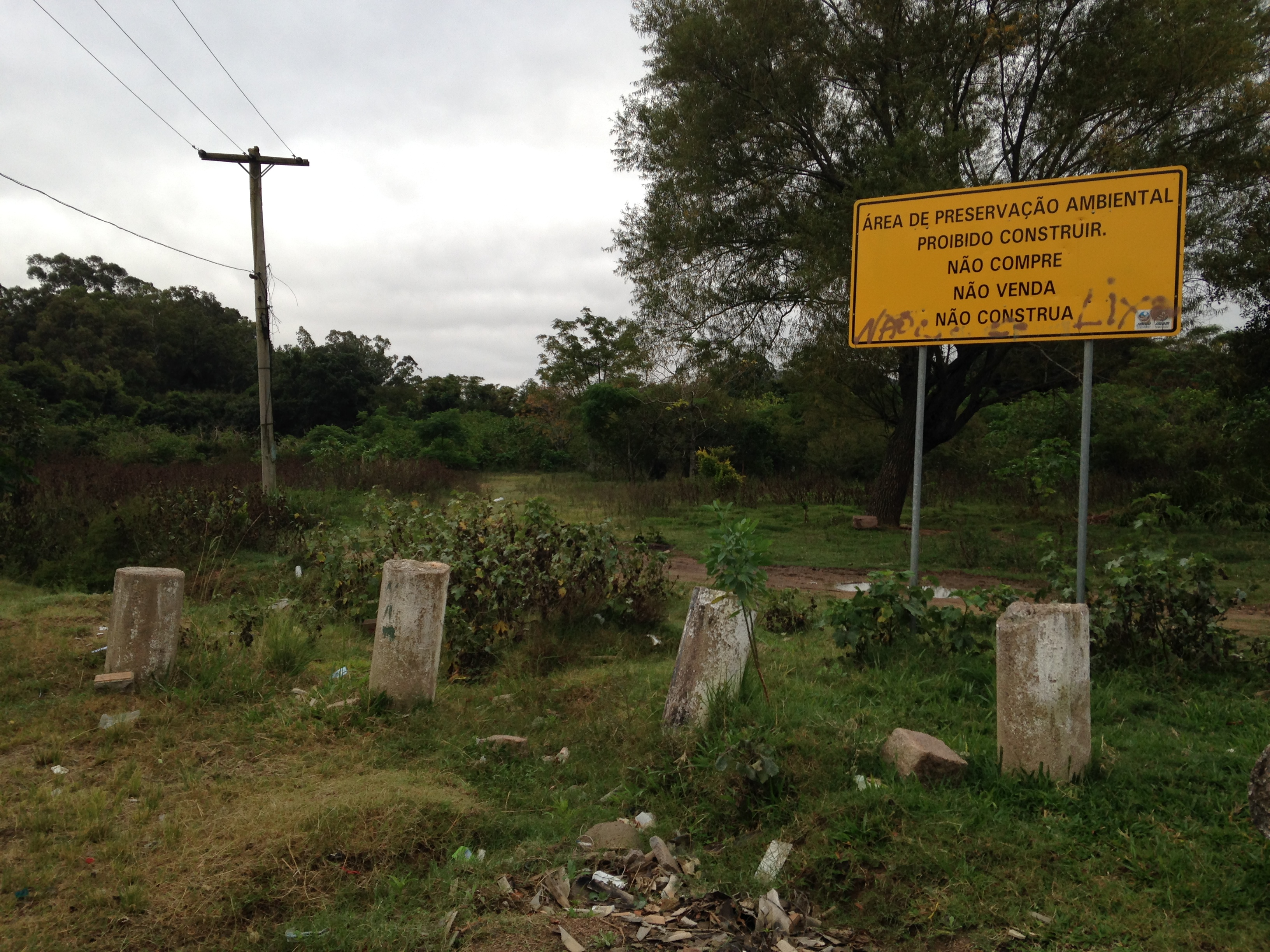
Placa proibindo novas construções às margens do Salso no bairro Ponta Grossa.

As inundações periódicas que o Arroio do Salso sofre em períodos de chuva intensa e duradoura estão relacionadas ao relevo plano com topografia deprimida de seu curso inferior, isto é, próxima de sua foz. Em virtude disso, certas áreas da sua Bacia apresentam maior suscetibilidade para transbordamentos, não sendo aptas para ocupação urbana por se enquadrarem no conceito de área de risco. 
Mesmo assim, é possível observar a existência de loteamentos e moradias irregulares próximas às suas margens. Algumas da ocupações clandestinas localizadas dentro das linhas de recorrência de cheias do Salso, estimadas por técnicos do Departamento de Esgoto Pluvial (DEP), são o final do Loteamento Túnel Verde (bairro Ponta Grossa) e o Jardim Vila Verde e as quadras finais da Rua Dorival Castilhos Machado. 